# Рощин, Павел Иванович
Па́вел Ива́нович Ро́щин (род. 14 октября 1956, Одесса) — советский легкоатлет, специалист по бегу на короткие дистанции. Выступал за сборную СССР по лёгкой атлетике в начале 1980-х годов, обладатель бронзовой медали чемпионата Европы, победитель первенств всесоюзного и республиканского значения.

## Биография
Павел Рощин родился 14 октября 1956 года в Одессе, Украинская ССР.
Начал заниматься лёгкой атлетикой в 1975 году, выступал за Одессу и всесоюзное физкультурно-спортивное общество «Динамо».
Впервые заявил о себе на всесоюзном уровне в сезоне 1978 года, когда на чемпионате СССР в Тбилиси с командой Украинской ССР одержал победу в эстафете 4 × 400 метров.
В 1979 году на чемпионате страны в рамках VII летней Спартакиады народов СССР в Москве стал серебряным призёром в эстафете 4 × 400 метров, при этом в общем зачёте Спартакиады показал третий результат.
На чемпионате СССР 1980 года в Донецке завоевал серебро в индивидуальном беге на 400 метров, победил в эстафете 4 × 400 метров.
В 1981 году на чемпионате СССР в Москве выиграл серебряные медали в дисциплине 400 метров и эстафете 4 × 400 метров. Попав в состав советской сборной, выступил на Кубке Европы в Загребе, где вместе с соотечественниками так же стал вторым в эстафете. На последовавшем Кубке мира в Риме занял в эстафете четвёртое место.
В 1982 году принимал участие в матчевой встрече со сборной США в Индианаполисе, на чемпионате СССР в Киеве и чемпионате Европы в Афинах завоевал бронзовые награды в эстафете 4 × 400 метров.
На чемпионате СССР 1984 года в Донецке взял бронзу в индивидуальном беге на 400 метров и в эстафете 4 × 400 метров.
В 1985 году на чемпионате СССР в Ленинграде с динамовской командой стал серебряным призёром в эстафете 4 × 400 метров.
После завершения спортивной карьеры проживал в Одессе, занимал должность заместителя председателя Одесской областной организации ФСО «Динамо» Украины.